# Jamila Marreiros
Jamila Marreiros (Lagos, 30 de maio de 1988) é uma futebolista portuguesa que atua como guarda-redes.
Atualmente (2017), joga pelo Clube Futebol Benfica, clube sediado na cidade de Lisboa em Portugal.
Fez a sua primeira internacionalização em 2005, fazendo atualmente (2017) parte da Seleção Portuguesa de Futebol Feminino.

## Títulos
- Campeonato Nacional de Futebol Feminino – 2015/2016[3]